# Dirvonų ežerėliai ir pelkės
Dirvonų ežerėliai ir pelkės este o arie protejată (arie specială de conservare — SAC, sit de importanță comunitară — SCI) din Lituania întinsă pe o suprafață de 35,3 ha, integral pe uscat.

## Localizare
Centrul sitului Dirvonų ežerėliai ir pelkės este situat la coordonatele 55°14′09″N 24°41′29″E / 55.2358°N 24.6914°E.

## Înființare
Situl Dirvonų ežerėliai ir pelkės a fost declarat sit de importanță comunitară în iunie 2005 pentru a proteja 3 specii de animale. Situl a fost protejat și ca arie specială de conservare în martie 2019.

## Biodiversitate
Situată în ecoregiunea boreală, aria protejată conține 4 habitate naturale: Lacuri și iazuri distrofice naturale, Turbării active, Mlaștini turboase de tranziție și turbării mișcătoare, Mlaștini împădurite.
La baza desemnării sitului se află mai multe specii protejate:
- nevertebrate (2): Dytiscus latissimus, libelule (Leucorrhinia pectoralis)
- pești (1): țipar (Misgurnus fossilis)

Pe lângă speciile protejate, pe teritoriul sitului au mai fost identificate 1 specie de plante, 2 specii de nevertebrate.